# Ciática
La ciática (también, neuritis ciática, ciatalgia o lumbociática) es un conjunto de síntomas que incluye, sobre todo, el dolor en el territorio del recorrido de la espalda por el nervio ciático, que puede estar acompañado de alteraciones en la función neurológica local.
Entre sus causas están la compresión general o irritación de una de las cinco raíces de los nervios espinales que dan origen a cada nervio ciático y, también, la compresión o irritación de la izquierda o hacia la derecha o ambos nervios ciáticos. El dolor se percibe en la zona lumbar, en los glúteos o diversas partes de la pierna y el pie. Además del dolor, puede haber entumecimiento, debilidad muscular, hormigueo o sensación de hormigueo, sensación de ardor y dificultad en el movimiento o en el control de la pierna. Generalmente, los síntomas se sienten en un solo lado del cuerpo.
A pesar de que la ciática es una forma relativamente común de dolor de espalda baja y dolor en las piernas, el verdadero significado del término no se comprende con mucha frecuencia. La ciática es un conjunto de síntomas más que un diagnóstico de lo que irrita la raíz del nervio y causa el dolor. Este punto es importante, porque el tratamiento para los síntomas de la ciática suele ser diferente, dependiendo de la causa subyacente de los síntomas.
El primer uso conocido de la palabra ciática se remonta a 1451.

## Etiología
La ciática es causada generalmente por la compresión de los nervios lumbares L4 o L5 o de los nervios sacros, S2 S1 o S3, o, con mucha menor frecuencia, por la compresión del nervio ciático en sí. Cuando la ciática es causada por la compresión de una raíz nerviosa dorsal (base) se considera una radiculopatía lumbar (radiculitis o cuando se acompaña con una respuesta inflamatoria) de una hernia de disco vertebral (hernia de disco intervertebral, una en la columna vertebral), o de la rugosidad, la ampliación o pérdida de alineación de las vértebras (espondilolistesis), o discos degenerados. La ciática debido a la compresión de una raíz nerviosa es una de las formas más comunes de la radiculopatía.
La pseudociática o-discogénico ciática, que causa síntomas similares a la compresión de la raíz del nervio espinal, no es más que dolor causado a menudo por daños a las articulaciones de la espalda baja y se siente como dolor en la espalda baja y posterior de los muslos. Este dolor pseudociático en algunos casos también puede ser causado por la compresión de las secciones periféricas del nervio, por lo general por tensión de los tejidos blandos del músculo piriforme o relacionados (ver síndrome piriforme y ver más adelante).

### Hernia de disco vertebral
Una de las posibles causas de la ciática es una hernia de disco vertebral que presione una de las raíces del nervio ciático. Los discos intervertebrales se componen de un anillo espongiforme de cartílago o (anillo fibroso) con un centro más maleable (núcleo de pulposis).
Los discos separan las vértebras, abriendo así un espacio para que las raíces nerviosas puedan salir correctamente a través de los espacios entre la L4, L5, y las vértebras sacras. Los discos amortiguan las fuerzas de compresión de la columna vertebral, pero son débiles a la presión aplicada durante los movimientos de rotación. Es por eso que una persona que se inclina hacia un lado, en un mal ángulo para recoger algo, puede tener más probabilidades de herniar un disco vertebral que una persona que salta de una escalera y aterriza sobre sus pies.
La hernia de disco se produce cuando el centro líquido del disco sobresale hacia el exterior, rompiendo el anillo exterior de las fibras, extrudidas en el canal espinal, y comprime una raíz nerviosa contra la lámina o pedículo de la vértebra, lo que causa la ciática. Este líquido salido del núcleo pulposo puede causar inflamación e hinchazón de los tejidos circundantes que pueden a su vez causar una mayor compresión de la raíz nerviosa en el espacio cerrado del canal espinal.
La ciática causada por la presión de una hernia de disco y la hinchazón de los tejidos circundantes puede desaparecer espontáneamente si el desgarro en la cura del disco y extrusión de la pulposis y la inflamación cesan.
La ciática puede también ser causada por tumores que afecten a la médula espinal o las raíces nerviosas. El dolor severo de la espalda que se extiende a las caderas y los pies, pérdida de la continencia urinaria o del control del intestino o del músculo, pueden resultar de tumores de la médula. Los traumatismos en la columna, por ejemplo derivados de un accidente automovilístico, también pueden llevar a la ciática.

### Estenosis espinal
Otras causas incluyen la compresión vertebral por estenosis espinal. En esta condición, el canal espinal (o espacio a través de los que pasa la médula espinal) se reduce y comprime la médula espinal, la cola de caballo o raíces nerviosas del nervio ciático. Este estrechamiento puede ser causado por los espolones óseos, espondilolistesis, inflamación, o hernia de disco que disminuye el espacio disponible para la médula espinal, lo que comprime e irrita los nervios de la médula espinal en que van los nervios ciáticos.

### El síndrome piriforme
En el 15% de la población el nervio ciático pasa a través del músculo piriforme y no por debajo. Cuando el músculo se acorta u ocurren espasmos debidos a un traumatismo o uso excesivo, puede ocurrir la compresión o estrangulación del nervio ciático por debajo del músculo.
Condiciones de este tipo se conocen generalmente como neuropatías por atrapamiento. En el caso particular de la ciática y el músculo piriforme, esta condición se conoce como «síndrome piriforme». Coloquialmente se conoce como "ciática de cartera", que puede ocurrir por la billetera colocada en el bolsillo posterior de la cadera, comprimiendo los músculos de los glúteos y el nervio ciático cuando el portador se sienta. El síndrome piriforme puede ser causa de la ciática cuando la raíz del nervio es normal.

### Los puntos gatillo
Otra fuente de los síntomas de ciática son los puntos gatillo activos de la zona lumbar y los músculos glúteos. [cita requerida] En este caso, el dolor referido no es consecuencia de la compresión del nervio ciático, aunque la distribución de dolor en los glúteos y la pierna es similar. Los puntos gatillo se producen cuando los músculos se isquémican (con bajo flujo sanguíneo) debido a una lesión o contracción muscular crónica. Los músculos más comúnmente asociados con los puntos gatillo que provocan síntomas ciático son: el cuadrado lumbar, el glúteo medio, el glúteo menor, y los rotadores de la cadera de profundidad. [cita requerida]

### Embarazo
La ciática puede ser experimentada durante el embarazo, principalmente como resultado de que el útero presione el nervio ciático, y, en segundo lugar, por la tensión muscular o como consecuencia de la compresión vertebral de llevar el peso adicional del feto, y los cambios posturales inherentes al embarazo.

### Hábitos
El riesgo de ciática autoinfligida se ha incrementado en los últimos años. Por ejemplo, puede producirse al sentarse sobre la cartera colocada en el bolsillo posterior del pantalón o al permanecer de pie durante períodos prolongados de tiempo todos los días, lo que puede causar la ciática autoinfligida. Los síntomas de entumecimiento o dolor detrás de la rótula de la rodilla se asocian a esta forma de ciática. La ciática relacionada con el trabajo puede ser causada por el uso de cinturones de herramientas que cuelguen alrededor de las caderas y causen un desalineamiento significativo de las vértebras sacras durante largos períodos.

### Fascia
De acuerdo a nuevos estudios, se postula que una posible causa de dolor de espalda y del nervio ciático se debe a alteraciones en la fascia.

## Diagnóstico
Debido a las muchas circunstancias que pueden comprimir las raíces nerviosas y causar la ciática, el tratamiento de ésta y los síntomas a menudo difieren de paciente a paciente. Algunos indicadores comunes de la ciática son: entumecimiento en los pies o las piernas, sensaciones extrañas, alteración de los reflejos y debilidad. Las pruebas de diagnóstico pueden adoptar la forma de una serie de exámenes por un médico. Se les pedirá a los pacientes que adopten numerosas posiciones y realicen diversas acciones como agacharse, caminar sobre los dedos del pie, inclinarse hacia adelante y hacia atrás, girar la columna vertebral, sentarse, acostarse sobre la espalda y levantar una pierna de cada vez. En alguna de estas actividades se produce aumento del dolor.
Si no se ha producido mejoría en los síntomas en seis semanas o las banderas rojas están presentes, es apropiado un diagnóstico por imagen, que puede incluir TAC o resonancia magnética. La neurografía RM se ha demostrado eficaz en el diagnóstico del 95% de los pacientes con ciática grave, mientras que tan sólo el 15% de los enfermos de ciática en la población general son diagnosticados de problemas relacionados con discos. La neurografía RM es una técnica modificada de resonancia magnética que se vale del software de resonancia magnética para proporcionar mejores imágenes de los nervios espinales y el efecto de compresión en los nervios. Puede ayudar a diagnosticar el síndrome del piriforme, que es otra causa de la ciática que no implica una hernia de disco. [cita requerida]

## Tratamiento
Cuando la causa de la ciática se debe a una hernia de disco lumbar o prolapso de disco, el 90% de los casos es resuelto sin intervención, siempre que se pueda tratar la causa subyacente de la compresión, si bien la cirugía sigue siendo necesaria en casos de absceso epidural, tumores epidurales, o del síndrome de cauda equina.
Los casos de ciática son tratados con medidas diferentes. Sin embargo, la evidencia de la eficacia de estas medidas es limitada. Algunas de estas medidas son las siguientes:
- Los medicamentos antiinflamatorios (por ejemplo, los AINE o esteroides orales. Sin embargo, los AINE no son más efectivos que el placebo para la ciática aguda)[11]
- El paracetamol (acetaminofeno): evidencia de su eficacia limitada
- Narcóticos: a menudo se utilizan si el dolor es severo
- La fisioterapia y los ejercicios de estiramiento. Aquí se incluyen tanto los tratamientos de fisioterapia, quiropraxia y osteopatía.
- Las inyecciones epidurales de esteroides no ofrecen mejoras a largo plazo en los resultados, pero proporcionan algunos beneficios a corto plazo
- Descompresión espinal no quirúrgica
- Terapia de masaje. Puede ser costoso acudir con un quiropráctico o masajista, y solo acceden a los músculos superficiales. Existen aparatos ortopédicos como el cordus, que pueden utilizarse domiciliariamente para eliminar espasmos en los músculos intervertebrales profundos.[cita requerida]
- La pérdida de peso reduce la presión sobre las raíces del nervio espinal
- La electroterapia, que es un tratamiento no invasivo, también se utiliza como tratamiento para la ciática.
- La punción seca, que es una técnica de terapia alternativa similar a la acupuntura, se usa ampliamente como tratamiento para el dolor de ciática.[12]

### Cirugía
La cirugía acelera la resolución del dolor. Dos años después, sin embargo, las técnicas quirúrgicas y no quirúrgicas tienen los mismos resultados, de modo que la preferencia de un paciente puede ser una razón válida para elegir un procedimiento u otro. La microdiscectomía es una cirugía abierta. Puede producir adherencias al cabo de las dos semanas como regeneración del tejido conectivo dañado por la incisión. Este proceso es llamado fibroaracnoiditis y puede reactivar la sensación de ciática a largo plazo.

## Prevención
Ejercicios como la natación fortalecen los músculos que sostienen la espalda, sin poner ninguna presión sobre él o someterlo a una sacudida repentina, y se puede prevenir y reducir los síntomas de la ciática. Yoga o Pilates pueden ayudar a mejorar la flexibilidad y la fuerza de los músculos de la espalda.
La mala postura puede agravar la ciática. La adopción de medidas para mejorar la postura puede aliviar el dolor y la hinchazón:

### De pie
Ponerse de pie con la espalda recta y la cabeza mirando al frente. El peso debe ser equilibrado, manteniendo ambas piernas rectas.

### Sentado
Sentarse en posición vertical con un soporte, como un cojín o una toalla enrollada en la parte baja de la espalda. Las rodillas y las caderas deben estar al mismo nivel y los pies deben estar planos sobre el suelo, con la ayuda de un taburete si es necesario.

### Conducir
La espalda debe estar debidamente asentada. Posición correcta de espejos retrovisores para evitar tener que girar la espalda. Los pedales deben estar directamente en frente de los pies. Si conduces largas distancias, deben tomarse pausas regulares para estirar las piernas.

### Dormir
Dormir en un colchón medianamente firme (no demasiado firme). El colchón debe ser lo suficientemente firme como para sostener el cuerpo, mientras que soporta el peso de los hombros y las nalgas, manteniendo la columna recta. Apoyar la cabeza en una almohada, asegurándose de que el cuello no se vea obligado a estar en un ángulo empinado.

### De elevación y manipulación
Para evitar lesiones como la ciática, debe seguirse el método correcto para levantar y/o manipular objetos.